# R3hab
Pour les articles homonymes, voir Rehab.
R3hab (prononcé : [ɹiːhæb], « rehab »), de son vrai nom Fadil El Ghoul, est un disc jockey et producteur néerlando-marocain né le 2 avril 1986 à Bréda, au Brabant-Septentrional . Aux côtés d'Afrojack et de Chuckie, R3hab est l'un musicien du sous-genre musical electro house, bien que son style soit plus sombre et quelque part inspiré des premiers morceaux de psytrance ou gabber. Lors de la WMC de 2012 à Miami, aux États-Unis, R3hab remporte l'IDMA Best Breakthrough Artist Award.

## Biographie
R3hab lance sa carrière en 2008 avec la production de la chanson Mrkrstft aux côtés de Hardwell. Au fil de sa carrière, R3hab remixe les chansons d'artistes et groupes tels que Rihanna, Lady Gaga, Madonna, LMFAO, Jennifer Lopez, Ciara, Calvin Harris, Kaskade, Far East Movement, Pitbull, David Guetta, Dada Life, Havana Brown et Katy Perry. Ses chansons les plus notables en date incluent Pump the Party produite avec Ferruccio Salvo, The Bottle Song publiée au label Wall Recordings et Prutataaa avec Afrojack. R3hab est signé par le DJ international Afrojack, au label Wall Recordings. Il joue également dans de nombreux festivals réputés tels que Tomorrowland, Future Music, Creamfields, et Summerburst.
En 2012, R3hab lance sa propre émission de radio sur SiriusXM, intitulée I NEED R3hab, qui gagnera en popularité. À cette période, il publie de nombreuses chansons sur plusieurs labels dont Wall Recordings et le label allemand Tiger Records, mais plus particulièrement avec Spinnin' Records. À ce dernier, il publie en 2013 le single Revolution, une collaboration avec Nervo et Ummet Ozcan qui se classera dans les classements musicaux britanniques et irlandais,.
Afin de redorer l'image de la jeunesse marocaine aux Pays-Bas salie par la criminalité qui règne à Amsterdam, il réalise avec Ali B, Cheb Rayan et Numidia un morceau pour supporter l'équipe marocaine de football en Coupe du monde 2018.
En 2019, R3hab fonde son propre label discographique de musique électronique appelé CYB3RPVNK.

## Discographie

### Albums studio
| Titre    | Détails                                                                             | Meilleure position |
| Titre    | Détails                                                                             | US Dance           |
| -------- | ----------------------------------------------------------------------------------- | ------------------ |
| Trouble  | - Sorti: 15 Septembre 2017 - Label: R3hab Music - Format: téléchargement, streaming | 9                  |
| The Wave | - Sorti: 24 Août 2018 - Label: Cyb3rpvnk - Format: téléchargement, streaming        | 10                 |

### Singles

#### Artiste principal
| Titre                                                                  | Année | Meilleure position | Meilleure position | Meilleure position | Meilleure position | Meilleure position | Meilleure position | Meilleure position | Meilleure position | Meilleure position | Meilleure position | Meilleure position | Album                       |
| Titre                                                                  | Année | P-B                | AUS                | BEL (FL)           | BEL (WAL)          | CAN                | US Dance           | FRA                | NOR                | R-U                | SUE                | SUI                | Album                       |
| ---------------------------------------------------------------------- | ----- | ------------------ | ------------------ | ------------------ | ------------------ | ------------------ | ------------------ | ------------------ | ------------------ | ------------------ | ------------------ | ------------------ | --------------------------- |
| Mrkrstft (avec Hardwell)                                               | 2008  | —                  | —                  | —                  | —                  | —                  | —                  | —                  | —                  | —                  | —                  | —                  |                             |
| Blue Magic (avec Hardwell)                                             | 2009  | —                  | —                  | —                  | —                  | —                  | —                  | —                  | —                  | —                  | —                  | —                  |                             |
| Fastevil (avec Addy Van Der Zwan & Groeneveld)                         | 2009  | —                  | —                  | —                  | —                  | —                  | —                  | —                  | —                  | —                  | —                  | —                  |                             |
| Rock This Place                                                        | 2009  | —                  | —                  | —                  | —                  | —                  | —                  | —                  | —                  | —                  | —                  | —                  |                             |
| Get Get Down (avec Addy Van Der Zwan)                                  | 2009  | 65                 | —                  | —                  | —                  | —                  | —                  | —                  | —                  | —                  | —                  | —                  |                             |
| I Wanna                                                                | 2010  | —                  | —                  | —                  | —                  | —                  | —                  | —                  | —                  | —                  | —                  | —                  |                             |
| Pump the Party (avec Ferruccio Salvo)                                  | 2010  | —                  | —                  | —                  | —                  | —                  | —                  | —                  | —                  | —                  | —                  | —                  |                             |
| Keep Up for Your Love (avec Ferruccio Salvo)                           | 2010  | —                  | —                  | —                  | —                  | —                  | —                  | —                  | —                  | —                  | —                  | —                  |                             |
| The Bottle Song                                                        | 2011  | —                  | —                  | —                  | —                  | —                  | —                  | —                  | —                  | —                  | —                  | —                  |                             |
| Prutataaa (avec Afrojack)                                              | 2011  | —                  | —                  | —                  | —                  | —                  | —                  | —                  | —                  | —                  | —                  | —                  |                             |
| Sending My Love (avec Swanky Tunes featuring Max C)                    | 2011  | —                  | —                  | —                  | —                  | —                  | —                  | —                  | —                  | —                  | —                  | —                  |                             |
| Living 4 the City (avec Shermanology)                                  | 2012  | —                  | —                  | —                  | —                  | —                  | —                  | —                  | —                  | —                  | —                  | —                  |                             |
| A Night In (EDC Orlando 2012 Anthem)                                   | 2012  | —                  | —                  | —                  | —                  | —                  | —                  | —                  | —                  | —                  | —                  | —                  |                             |
| Skydrop (avec ZROQ)                                                    | 2012  | —                  | —                  | —                  | —                  | —                  | —                  | —                  | —                  | —                  | —                  | —                  |                             |
| #MiamiBackAgain (avec Nari & Milani & MYNC)                            | 2013  | —                  | —                  | —                  | —                  | —                  | —                  | —                  | —                  | —                  | —                  | —                  |                             |
| Do It (Life In Color Anthem 2013) (avec David Solano)                  | 2013  | —                  | —                  | —                  | —                  | —                  | —                  | —                  | —                  | —                  | —                  | —                  |                             |
| Raise Those Hands (avec Bassjackers)                                   | 2013  | —                  | —                  | —                  | —                  | —                  | —                  | —                  | —                  | —                  | —                  | —                  |                             |
| Revolution (avec Nervo & Ummet Ozcan)                                  | 2013  | —                  | —                  | —                  | —                  | —                  | 31                 | —                  | —                  | 37                 | —                  | —                  |                             |
| Flight (avec Steve Aoki)                                               | 2013  | —                  | —                  | —                  | —                  | —                  | —                  | —                  | —                  | —                  | —                  | —                  |                             |
| Rip It Up (avec Lucky Date)                                            | 2013  | —                  | —                  | —                  | —                  | —                  | —                  | —                  | —                  | —                  | —                  | —                  |                             |
| Samurai (Go Hard)                                                      | 2014  | —                  | —                  | —                  | —                  | —                  | —                  | —                  | —                  | —                  | —                  | —                  |                             |
| Androids                                                               | 2014  | —                  | —                  | —                  | —                  | —                  | —                  | —                  | —                  | —                  | —                  | —                  |                             |
| Flashlight (avec Deorro)                                               | 2014  | —                  | —                  | —                  | —                  | —                  | 47                 | —                  | —                  | —                  | —                  | —                  |                             |
| Unstoppable (featuring Eva Simons)                                     | 2014  | —                  | —                  | —                  | —                  | —                  | —                  | —                  | —                  | —                  | —                  | —                  | Beats of the Beautiful Game |
| Burnin' (avec Calvin Harris)                                           | 2014  | —                  | —                  | —                  | —                  | —                  | —                  | —                  | —                  | —                  | —                  | —                  | Motion                      |
| Soundwave (avec Trevor Guthrie)                                        | 2014  | —                  | —                  | —                  | —                  | 31                 | —                  | —                  | —                  | —                  | —                  | —                  |                             |
| How We Party (avec VINAI)                                              | 2014  | —                  | —                  | —                  | —                  | —                  | 32                 | —                  | —                  | —                  | —                  | —                  |                             |
| Ready for the Weekend (avec Nervo featuring Ayah Marar)                | 2014  | —                  | —                  | —                  | —                  | —                  | 46                 | —                  | —                  | —                  | —                  | —                  |                             |
| Karate (avec KSHMR)                                                    | 2014  | —                  | —                  | —                  | —                  | —                  | —                  | 84                 | —                  | —                  | —                  | —                  |                             |
| Phoenix (avec Sander van Doorn)                                        | 2015  | —                  | —                  | —                  | —                  | —                  | —                  | —                  | —                  | —                  | —                  | —                  |                             |
| Tiger (vs. Skytech & Fafaq)                                            | 2015  | —                  | —                  | —                  | —                  | —                  | —                  | —                  | —                  | —                  | —                  | —                  |                             |
| Won't Stop Rocking (avec Headhunterz)                                  | 2015  | —                  | —                  | —                  | —                  | —                  | —                  | —                  | —                  | —                  | —                  | —                  |                             |
| Strong (avec KSHMR)                                                    | 2015  | —                  | —                  | —                  | —                  | —                  | —                  | —                  | —                  | —                  | —                  | —                  |                             |
| Hakuna Matata                                                          | 2015  | —                  | —                  | —                  | —                  | —                  | —                  | —                  | —                  | —                  | —                  | —                  |                             |
| Get Up (avec Ciara)                                                    | 2016  | —                  | —                  | —                  | —                  | —                  | —                  | —                  | —                  | —                  | —                  | —                  |                             |
| Near Me (avec Burns)                                                   | 2016  | —                  | —                  | —                  | —                  | —                  | —                  | —                  | —                  | —                  | —                  | —                  |                             |
| Freak (avec Quintino)                                                  | 2016  | 63                 | —                  | —                  | —                  | —                  | —                  | —                  | —                  | —                  | —                  | —                  |                             |
| Care (avec Felix Snow featuring Madi)                                  | 2016  | —                  | —                  | —                  | —                  | —                  | 36                 | —                  | —                  | —                  | —                  | —                  |                             |
| Sakura                                                                 | 2016  | —                  | —                  | —                  | —                  | —                  | —                  | —                  | —                  | —                  | —                  | —                  |                             |
| Icarus                                                                 | 2016  | —                  | —                  | —                  | —                  | —                  | 23                 | —                  | —                  | —                  | —                  | —                  | Trouble                     |
| Everything (avec Skytech)                                              | 2016  | —                  | —                  | —                  | —                  | —                  | —                  | —                  | —                  | —                  | —                  | —                  |                             |
| Trouble (featuring VÉRITÉ)                                             | 2017  | —                  | —                  | —                  | —                  | —                  | 26                 | —                  | —                  | —                  | —                  | —                  | Trouble                     |
| Hallucinations (featuring R I T U A L)                                 | 2017  | —                  | —                  | —                  | —                  | —                  | —                  | —                  | —                  | —                  | —                  | —                  | Trouble                     |
| Marrakech (avec Skytech)                                               | 2017  | —                  | —                  | —                  | —                  | —                  | —                  | —                  | —                  | —                  | —                  | —                  | Trouble                     |
| Truth or Dare (featuring Little Daylight)                              | 2017  | —                  | —                  | —                  | —                  | —                  | 48                 | —                  | —                  | —                  | —                  | —                  | Trouble                     |
| Hold Me                                                                | 2017  | —                  | —                  | —                  | —                  | —                  | —                  | —                  | —                  | —                  | —                  | —                  | Trouble                     |
| Killing Time (avec Felix Cartal)                                       | 2017  | —                  | —                  | —                  | —                  | —                  | —                  | —                  | —                  | —                  | —                  | —                  | Trouble                     |
| You Could Be (avec Khrebto)                                            | 2017  | —                  | —                  | —                  | —                  | —                  | 35                 | —                  | —                  | —                  | —                  | —                  | Trouble                     |
| I Just Can't (avec Quintino)                                           | 2017  | —                  | —                  | —                  | —                  | —                  | 22                 | —                  | —                  | —                  | —                  | —                  | Trouble                     |
| Talking to You (avec Rynn)                                             | 2017  | —                  | —                  | —                  | —                  | —                  | —                  | —                  | —                  | —                  | —                  | —                  | Trouble                     |
| Shangaï (avec Waysons)                                                 | 2017  | —                  | —                  | —                  | —                  | —                  | —                  | —                  | —                  | —                  | —                  | —                  | Trouble                     |
| Islands (avec KSHMR)                                                   | 2017  | —                  | —                  | —                  | —                  | —                  | —                  | —                  | —                  | —                  | —                  | —                  |                             |
| Ain't That Why (avec Krewella)                                         | 2017  | —                  | —                  | —                  | —                  | —                  | 23                 | —                  | —                  | —                  | —                  | —                  |                             |
| Lullaby (avec Mike Williams)                                           | 2018  | —                  | —                  | —                  | —                  | —                  | 27                 | —                  | 7                  | —                  | 66                 | —                  | The Wave                    |
| Hyperspace (avec Skytech)                                              | 2018  | —                  | —                  | —                  | —                  | —                  | —                  | —                  | —                  | —                  | —                  | —                  |                             |
| The Wave (avec Lia Marie Johnson)                                      | 2018  | —                  | —                  | —                  | —                  | —                  | 33                 | —                  | —                  | —                  | —                  | —                  | The Wave                    |
| Hold On Tight (avec Conor Maynard)                                     | 2018  | —                  | —                  | —                  | —                  | —                  | 23                 | —                  | —                  | —                  | —                  | —                  | The Wave                    |
| What You Do (avec Skytech)                                             | 2018  | —                  | —                  | —                  | —                  | —                  | —                  | —                  | —                  | —                  | —                  | —                  |                             |
| Let It Go (avec Skytech)                                               | 2018  | —                  | —                  | —                  | —                  | —                  | —                  | —                  | —                  | —                  | —                  | —                  |                             |
| Dana (avec Ali B & Cheb Rayan featuring Numidia)                       | 2018  | 42                 | —                  | —                  | —                  | —                  | —                  | —                  | —                  | —                  | —                  | —                  |                             |
| Wrong Move (avec THRDL!FE featuring Olivia Holt)                       | 2018  | —                  | —                  | —                  | —                  | —                  | —                  | —                  | —                  | —                  | —                  | —                  | The Wave                    |
| Starflight (avec Skytech)                                              | 2018  | —                  | —                  | —                  | —                  | —                  | —                  | —                  | —                  | —                  | —                  | —                  |                             |
| How You've Been (avec Quinn Lewis)                                     | 2018  | —                  | —                  | —                  | —                  | —                  | 46                 | —                  | —                  | —                  | —                  | —                  | The Wave                    |
| Whiplash (avec Kaela Sinclair)                                         | 2018  | —                  | —                  | —                  | —                  | —                  | —                  | —                  | —                  | —                  | —                  | —                  | The Wave                    |
| Good Intentions (avec Fabian Mazur featuring Lourdiz)                  | 2018  | —                  | —                  | —                  | —                  | —                  | —                  | —                  | —                  | —                  | —                  | —                  | The Wave                    |
| Rumors (avec Sofia Carson)                                             | 2018  | —                  | —                  | —                  | —                  | —                  | —                  | —                  | —                  | —                  | —                  | —                  | The Wave                    |
| Tell Me It's OK (avec Waysons)                                         | 2018  | —                  | —                  | —                  | —                  | —                  | —                  | —                  | —                  | —                  | —                  | —                  | The Wave                    |
| We Do (avec Noah Neiman featuring Miranda Glory)                       | 2018  | —                  | —                  | —                  | —                  | —                  | —                  | —                  | —                  | —                  | —                  | —                  | The Wave                    |
| Up All Night (avec MOTi featuring Fiora)                               | 2018  | —                  | —                  | —                  | —                  | —                  | —                  | —                  | —                  | —                  | —                  | —                  |                             |
| Take Me for a Ride (avec Waysons)                                      | 2018  | —                  | —                  | —                  | —                  | —                  | —                  | —                  | —                  | —                  | —                  | —                  | Ikuzo                       |
| Fuego (avec Skytech)                                                   | 2018  | —                  | —                  | —                  | —                  | —                  | —                  | —                  | —                  | —                  | —                  | —                  |                             |
| All Into Nothing (avec Mokita)                                         | 2018  | —                  | —                  | —                  | —                  | —                  | —                  | —                  | —                  | —                  | —                  | —                  |                             |
| Bad!                                                                   | 2019  | —                  | —                  | —                  | —                  | —                  | —                  | —                  | —                  | —                  | —                  | —                  |                             |
| Radio Silence (avec Jocelyn Alice)                                     | 2019  | —                  | —                  | —                  | —                  | —                  | —                  | —                  | —                  | —                  | —                  | —                  |                             |
| This is How We Party (avec Icona Pop)                                  | 2019  | —                  | —                  | —                  | —                  | —                  | —                  | —                  | —                  | —                  | —                  | —                  |                             |
| All Around the World (La La La) (avec A Touch of Class)                | 2019  | 18                 | —                  | 11                 | —                  | —                  | 20                 | 63                 | 31                 | —                  | 47                 | 39                 |                             |
| Don't Give Up On Me (avec Andy Grammer)                                | 2019  | —                  | 49                 | —                  | —                  | —                  | —                  | —                  | 30                 | —                  | —                  | —                  |                             |
| Don't Give Up On Me Now (avec Julie Bergan)                            | 2019  | —                  | —                  | —                  | —                  | —                  | —                  | —                  | —                  | —                  | —                  | —                  |                             |
| Alive (vs. Vini Vici featuring Pangea & Dego)                          | 2019  | —                  | —                  | —                  | —                  | —                  | —                  | —                  | —                  | —                  | —                  | —                  |                             |
| Exhale (avec Ella Vos)                                                 | 2019  | —                  | —                  | —                  | —                  | —                  | —                  | —                  | —                  | —                  | —                  | —                  |                             |
| All Comes Back to You                                                  | 2019  | —                  | —                  | —                  | —                  | —                  | —                  | —                  | —                  | —                  | —                  | —                  |                             |
| Let Me Down Slow (avec New Hope Club)                                  | 2019  | —                  | —                  | —                  | —                  | —                  | —                  | —                  | —                  | —                  | —                  | —                  | New Hope Club               |
| Flames (avec Zayn featuring Jungleboi)                                 | 2019  | —                  | —                  | —                  | —                  | —                  | —                  | 124                | —                  | —                  | —                  | —                  |                             |
| More Than OK (avec Clara Mae & Frank Walker)                           | 2020  | —                  | —                  | —                  | —                  | —                  | 22                 | —                  | —                  | —                  | —                  | —                  |                             |
| I Luv U (avec Sofia Carson)                                            | 2020  | —                  | —                  | —                  | —                  | —                  | 21                 | —                  | —                  | —                  | —                  | —                  |                             |
| Where You Wanna Be (avec Elena Temnikova)                              | 2020  | —                  | —                  | —                  | —                  | —                  | —                  | —                  | —                  | —                  | —                  | —                  |                             |
| Good Example (avec Andy Grammer)                                       | 2020  | —                  | —                  | —                  | —                  | —                  | 23                 | —                  | —                  | —                  | —                  | —                  |                             |
| Creep (avec Gattüso)                                                   | 2020  | —                  | —                  | —                  | —                  | —                  | —                  | —                  | —                  | —                  | —                  | —                  |                             |
| 911 (avec Timmy Trumpet)                                               | 2020  | —                  | —                  | —                  | —                  | —                  | —                  | —                  | —                  | —                  | —                  | —                  | Mad World                   |
| Be Okay (avec HRVY)                                                    | 2020  | —                  | —                  | —                  | —                  | —                  | —                  | —                  | —                  | —                  | —                  | —                  | Can Anybody Hear Me?        |
| Bésame (I Need You) (avec Tini featuring Reik)                         | 2020  | —                  | —                  | —                  | —                  | —                  | 46                 | —                  | —                  | —                  | —                  | —                  |                             |
| Miss U More Than U Know (avec Sofia Carson)                            | 2020  | —                  | —                  | —                  | —                  | —                  | 32                 | —                  | —                  | —                  | —                  | —                  |                             |
| I Can Feel Alive (featuring A R I Z O N A)                             | 2020  | —                  | —                  | —                  | —                  | —                  | —                  | —                  | —                  | —                  | —                  | —                  |                             |
| Thinking About You (avec Winona Oak)                                   | 2020  | —                  | —                  | —                  | —                  | —                  | —                  | —                  | —                  | —                  | —                  | —                  |                             |
| Party Girl                                                             | 2020  | —                  | —                  | —                  | —                  | —                  | —                  | —                  | —                  | —                  | —                  | —                  |                             |
| Smells Like Teen Spirit (avec Amba Sheperd)                            | 2020  | —                  | —                  | —                  | —                  | —                  | 50                 | 142                | —                  | —                  | —                  | —                  |                             |
| Love In The Morning (avec Rema & Thutmose)                             | 2020  | —                  | —                  | —                  | —                  | —                  | —                  | —                  | —                  | —                  | —                  | —                  |                             |
| Love U again (avec Olivia Holt)                                        | 2020  | —                  | —                  | —                  | —                  | —                  | 40                 | —                  | —                  | —                  | —                  | —                  |                             |
| Family Values (avec Nina Nesbitt)                                      | 2020  | —                  | —                  | —                  | —                  | —                  | —                  | —                  | —                  | —                  | —                  | —                  |                             |
| Am I The Only One (avec Astrid S & HRVY)                               | 2020  | —                  | —                  | —                  | —                  | —                  | —                  | —                  | 31                 | —                  | —                  | —                  |                             |
| One Love (avec Now United)                                             | 2020  | —                  | —                  | —                  | —                  | —                  | —                  | —                  | —                  | —                  | —                  | —                  |                             |
| One More Dance (avec Alida)                                            | 2020  | —                  | —                  | —                  | —                  | —                  | —                  | —                  | —                  | —                  | —                  | —                  |                             |
| Dream of You (avec Chungha)                                            | 2020  | —                  | —                  | —                  | —                  | —                  | —                  | —                  | —                  | —                  | —                  | —                  | Querencia                   |
| IDK (Imperfected) (avec Lil Xxel)                                      | 2020  | —                  | —                  | —                  | —                  | —                  | —                  | —                  | —                  | —                  | —                  | —                  |                             |
| Ones You Miss                                                          | 2020  | —                  | —                  | —                  | —                  | —                  | 30                 | —                  | —                  | —                  | —                  | —                  |                             |
| Santa Claus Is Coming to Town (avec Dimitri Vegas & Like Mike)         | 2020  | —                  | —                  | —                  | —                  | —                  | —                  | —                  | —                  | —                  | —                  | —                  | Home Alone Christmas EP     |
| Candyman (avec Marnik)                                                 | 2021  | —                  | —                  | —                  | —                  | —                  | —                  | —                  | —                  | —                  | —                  | —                  |                             |
| Fendi (avec Rakhim & Smokepurpp)                                       | 2021  | —                  | —                  | —                  | —                  | —                  | —                  | —                  | —                  | —                  | —                  | —                  |                             |
| Na Nai Sunna (avec Sachin-Jigar featuring Nikhita Gandhi)              | 2021  | —                  | —                  | —                  | —                  | —                  | —                  | —                  | —                  | —                  | —                  | —                  |                             |
| Distant Memory (avec Timmy Trumpet & W&W)                              | 2021  | —                  | —                  | —                  | —                  | —                  | 44                 | —                  | —                  | —                  | —                  | —                  |                             |
| Stars Align (avec Jolin Tsai)                                          | 2021  | —                  | —                  | —                  | —                  | —                  | —                  | —                  | —                  | —                  | —                  | —                  |                             |
| Sorry I Missed Your Called (avec Fafaq & DNF)                          | 2021  | —                  | —                  | —                  | —                  | —                  | —                  | —                  | —                  | —                  | —                  | —                  |                             |
| Closed To You (avec Andy Grammer)                                      | 2021  | —                  | —                  | —                  | —                  | —                  | 22                 | —                  | —                  | —                  | —                  | —                  |                             |
| Pues (avec Luis Fonsi & Sean Paul)                                     | 2021  | —                  | —                  | —                  | —                  | —                  | —                  | —                  | —                  | —                  | —                  | —                  |                             |
| Downtown (avec Kelvin Jones)                                           | 2021  | —                  | —                  | —                  | —                  | —                  | —                  | —                  | —                  | —                  | —                  | —                  |                             |
| The Portrait (Ooh La La) (avec Gabry Ponte)                            | 2021  | —                  | —                  | —                  | —                  | —                  | —                  | —                  | —                  | —                  | —                  | —                  |                             |
| Runaway (avec Sigala & JP Cooper)                                      | 2021  | —                  | —                  | —                  | —                  | —                  | 23                 | —                  | —                  | —                  | —                  | —                  |                             |
| Sad Boy (avec Jonas Blue featuring Ava Max & Kylie Cantrall)           | 2021  | —                  | —                  | —                  | —                  | —                  | 17                 | —                  | —                  | —                  | —                  | —                  |                             |
| Most People (avec Lukas Graham)                                        | 2021  | —                  | —                  | —                  | —                  | —                  | —                  | —                  | —                  | —                  | —                  | —                  |                             |
| Deixa Se Envolver (Spring Love) (avec MC Kevin o Chris & Luck Muzik)   | 2021  | —                  | —                  | —                  | —                  | —                  | —                  | —                  | —                  | —                  | —                  | —                  |                             |
| I Wanna Run Away (avec Mr Eazi & Wafia)                                | 2021  | —                  | —                  | —                  | —                  | —                  | —                  | —                  | —                  | —                  | —                  | —                  |                             |
| Call Me (avec Gabry Ponte & Timmy Trumpet)                             | 2022  | 80                 | —                  | —                  | —                  | —                  | —                  | —                  | —                  | —                  | —                  | —                  |                             |
| Put Your Hands On My ____ (feat Saucy Santana)                         | 2022  | —                  | —                  | —                  | —                  | —                  | —                  | —                  | —                  | —                  | —                  | —                  |                             |
| Shooting Darts (avec Dimitri Vegas & Like Mike & Prezioso)             | 2022  | —                  | —                  | —                  | —                  | —                  | —                  | —                  | —                  | —                  | —                  | —                  |                             |
| Love Me Lost (avec Armin Van Buuren featuring Simon Ward)              | 2022  | —                  | —                  | —                  | —                  | 66                 | 33                 | —                  | —                  | —                  | —                  | —                  | Feel Again                  |
| Saved My Life (avec Andy Grammer)                                      | 2022  | —                  | —                  | —                  | —                  | —                  | —                  | —                  | —                  | —                  | —                  | —                  | The Art of Joy              |
| Turn The Lights Down Low (avec Timmy Trumpet)                          | 2022  | —                  | —                  | —                  | —                  | —                  | —                  | —                  | —                  | —                  | —                  | —                  |                             |
| My Pony                                                                | 2022  | —                  | —                  | —                  | —                  | —                  | —                  | —                  | —                  | —                  | —                  | —                  |                             |
| Sway My Way (avec Amy Shark)                                           | 2022  | —                  | 25                 | —                  | —                  | —                  | 50                 | —                  | —                  | —                  | —                  | —                  |                             |
| Deep Sea (avec Minelli)                                                | 2022  | —                  | —                  | —                  | —                  | —                  | —                  | —                  | —                  | —                  | —                  | —                  |                             |
| Challenge (avec Sultan Al Murshed & Big Bo)                            | 2022  | —                  | —                  | —                  | —                  | —                  | —                  | —                  | —                  | —                  | —                  | —                  |                             |
| Worlds On Fire (avec Afrojack featuring Au/Ra)                         | 2022  | —                  | —                  | —                  | —                  | —                  | 44                 | —                  | —                  | —                  | —                  | —                  |                             |
| Weekend On A Tuesday (avec Laidback Luke)                              | 2022  | —                  | —                  | —                  | —                  | —                  | —                  | —                  | —                  | —                  | —                  | —                  |                             |
| Mas Gasolina (avec Ryan Arnold & N.F.I.)                               | 2022  | —                  | —                  | —                  | —                  | —                  | —                  | —                  | —                  | —                  | —                  | —                  |                             |
| Layla (avec DJ Robin & Schürze)                                        | 2022  | —                  | —                  | —                  | —                  | —                  | —                  | —                  | —                  | —                  | —                  | —                  |                             |
| One Last Time (avec Vize featuring Enny-Mae)                           | 2022  | —                  | —                  | —                  | —                  | —                  | —                  | —                  | —                  | —                  | —                  | —                  |                             |
| I Ain't Got No Worries (avec Ofenbach)                                 | 2022  | —                  | —                  | —                  | —                  | —                  | —                  | —                  | —                  | —                  | —                  | —                  |                             |
| Poison (avec Timmy Trumpet & W&W)                                      | 2022  | —                  | —                  | —                  | —                  | —                  | —                  | —                  | —                  | —                  | —                  | —                  |                             |
| Sings Your Lullaby (avec Mike Williams)                                | 2022  | —                  | —                  | —                  | —                  | —                  | —                  | —                  | —                  | —                  | —                  | —                  |                             |
| Shockwave (avec Afrojack)                                              | 2023  | —                  | —                  | —                  | —                  | —                  | —                  | —                  | —                  | —                  | —                  | —                  |                             |
| Run Till Dark (avec Now United)                                        | 2023  | —                  | —                  | —                  | —                  | —                  | —                  | —                  | —                  | —                  | —                  | —                  |                             |
| Waterfall (avec Michael Schulte)                                       | 2023  | —                  | —                  | —                  | —                  | —                  | —                  | —                  | —                  | —                  | —                  | 95                 |                             |
| Dom Dom Yes Yes (avec Timmy Trumpet & Naeleck)                         | 2023  | —                  | —                  | —                  | —                  | —                  | —                  | —                  | —                  | —                  | —                  | —                  |                             |
| Party Every Day (avec Salma Rachid)                                    | 2023  | —                  | —                  | —                  | —                  | —                  | —                  | —                  | —                  | —                  | —                  | —                  |                             |
| Rock My Body (avec Inna & Sash!)                                       | 2023  | 21                 | —                  | 29                 | 12                 | —                  | —                  | 32                 | —                  | —                  | 79                 | —                  |                             |
| Easy (avec KSI & Bugzy Malone)                                         | 2023  | —                  | —                  | —                  | —                  | —                  | —                  | —                  | —                  | —                  | —                  | —                  |                             |
| Million Places (avec W&W)                                              | 2023  | —                  | —                  | —                  | —                  | —                  | —                  | —                  | —                  | —                  | —                  | —                  |                             |
| Better Me (avec Michael Schulte)                                       | 2023  | —                  | —                  | —                  | —                  | —                  | —                  | —                  | —                  | —                  | —                  | —                  |                             |
| Eyes on Me (avec JO1)                                                  | 2023  | —                  | —                  | —                  | —                  | —                  | —                  | —                  | —                  | —                  | —                  | —                  |                             |
| Run Free (Countdown) (avec Tiësto)                                     | 2023  | —                  | —                  | —                  | —                  | —                  | —                  | —                  | —                  | —                  | —                  | —                  |                             |
| Loca Loca (avec Pelican)                                               | 2023  | —                  | —                  | —                  | —                  | —                  | —                  | —                  | —                  | —                  | —                  | —                  |                             |
| « — » signifie que le single ne s'est pas classé ou sorti dans le pays |       |                    |                    |                    |                    |                    |                    |                    |                    |                    |                    |                    |                             |

#### Collaborations
| Titre                                                                  | Année | Meilleure position | Meilleure position | Album                  |
| Titre                                                                  | Année | AUS                | US Dance           | Album                  |
| ---------------------------------------------------------------------- | ----- | ------------------ | ------------------ | ---------------------- |
| You'll Be Mine (Havana Brown featuring R3hab)                          | 2012  | —                  | —                  | When the Lights Go Out |
| Big Banana (Havana Brown featuring R3hab & Prophet)                    | 2012  | 18                 | 15                 | When the Lights Go Out |
| « — » signifie que le single ne s'est pas classé ou sorti dans le pays |       |                    |                    |                        |

### Remixes
- 2007 : Gregor Salto & Chuckie - Toys Are Nuts (Hardwell & Rehab Remix)
- 2007 : Gregor Salto featuring Andy Sherman- Erasmus (Drop The Beat) (Hardwell & Rehab Puerto Remix)
- 2007 : Sidney Samson & Skitzofrenix - You Don't Love Me (No, No, No) (Hardwell & Rehab Remix)
- 2008 : Chris Lake featuring Nastala - If You Knew (Hardwell & Rehab Remix)
- 2008 : Laidback Luke - Break Down the House (Hardwell & Rehab Remix)
- 2008 : Gregor Salto - Bouncing Harbour (Hardwell & Rehab Remix)
- 2008 : Hi_Tack - I Don't Mind (Hardwell & Rehab Remix)
- 2009 : Überfett - El Zoomah (Rehab Remix)
- 2009 : Sharam featuring Mario Vazquez - Get Wild (Hardwell vs. Rehab Remix)
- 2009 : Silvio Ecomo & Chuckie - Moombah! (Hardwell & Rehab Mix)
- 2009 : Gregor Salto featuring Thais - Mexer (Hardwell & Rehab Rework)
- 2009 : Gregor Salto featuring Helena Mendes - Mas Que Nada (Hardwell & Rehab Remix)
- 2009 : Danny Omich & Patrizio Mattei - Nibiru (Rehab Remix)
- 2009 : Bjørn Svin - Mand Over Bord (Hardwell & R3hab Rework)
- 2009 : Sunnery James & Ryan Marciano - The Desert (R3hab Remix)
- 2009 : R3hab & Andy Van Der Zwan featuring Fadil El Ghoul - Get Get Down (R3hab Remix)
- 2009 : Hi_Tack - It's Gonna Be Alright (R3hab & Addy Van Der Zwan Remix)
- 2009 : Eddie Thoneick featuring Shermanology - In My Head (R3hab & Addy Van Der Zwan Remix)
- 2009 : Shermanology - Hey You (R3hab Remix)
- 2010 : Yello vs. Hardfloor - Vicious Games (Addy Van Der Zwan & R3hab Remix)
- 2010 : Critical Mass - Burning Love 2010 (R3hab Remix)
- 2010 : Klubbheads - Turn Up the Bass 2010 (Andy Van Der Zwan & R3hab Remix)
- 2010 : Ray & Anita - In Da Name Of Love (Addy Van Der Zwan & R3hab Remix)
- 2010 : Jasper Forks - River Flows In You (R3hab & Addy Van Der Zwan Remix)
- 2010 :  David Guetta & Chris Willis featuring Fergie & LMFAO - Gettin' Over You (R3hab Bootleg)
- 2010 : DJ Mujava - Please Mugwanti (R3hab Remix)
- 2010 : Rene Amesz - Coriander (Hardwell & R3hab Remix)
- 2010 : G&G - We Just Criticize (R3hab & Addy Van Der Zwan Remix)
- 2010 : DJ Norman vs. Darkraver - Kom Tie Dan Hé (R3hab & Addy Van Der Zwan Remix)
- 2010 :  DJ Irwan featuring Lil Wayne - That Money (Addy Van Der Zwan & R3hab Remix)
- 2010 : Quintino vs. The Partysquad - Fire (R3hab Remix)
- 2010 : Issy featuring David Gonçalves - Physical Love (R3hab Remix)
- 2010 : Critical Mass - Burning Love (R3hab Remix)
- 2010 : Bob Sinclar featuring Sean Paul - Tik Tok (Chuckie & R3hab Remix)
- 2010 : Sunfreakz featuring Dawn Joseph - My Love (R3hab Remix)
- 2010 : Rudenko - I'm On Top (R3hab Remix)
- 2010 : Franky Rizardo - Afrika (R3hab & Ferruccio Salvo Remix)
- 2010 : Addy Van Der Zwan featuring The Michael Zager Band - Let's All Chant (R3hab Remix)
- 2011 : Ian Carey featuring Snoop Dogg & Bobby Anthony - Last Night (R3hab Remix)
- 2011 : MYNC featuring Abigail Bailey - Something On Your Mind (R3hab Remix)
- 2011 : Wynter Gordon - Til Death (R3hab Remix)
- 2011 : Dada Life - Fight Club Is Closed (R3hab & Ferruccio Salvo Remix)
- 2011 : Hyper Crush - Kick Us Out (R3hab & DJ Frank E Remix)
- 2011 : Pitbull featuring Ne-Yo & Afrojack & Nayer - Give Me Everything (R3hab Remix)
- 2011 : Ralvero - Drunk Tonight (R3hab & Ferruccio Salvo Remix)
- 2011 : Lady Gaga - Judas (R3hab Remix)
- 2011 : Calvin Harris featuring Kelis - Bounce (R3hab Remix)
- 2011 : Morgan King - I'm Free (Rehab Remix)
- 2011 : Cahill featuring Joel Edwards - In Case I Fall (R3hab Remix)
- 2011 : LMFAO featuring Natalia Kills - Champagne Showers (R3hab Remix)
- 2011 : Sander van Doorn - Koko (R3hab Remix)
- 2011 : Luciana - I'm Still Hot (R3hab Remix)
- 2011 : Skylar Grey - Dance Without You (R3hab Remix)
- 2011 : Manufactured Superstars featuring Scarlett Quinn - Take Me Over (R3hab Remix)
- 2011 : Rye Rye featuring Robyn - Never Will Be Mine (R3hab Remix)
- 2011 : Gloria Estefan - Wepa (R3hab Remix)
- 2011 : Jennifer Lopez - Papi (R3hab Remix)
- 2011 : Jaydee - Plastic Dreams (R3hab & Ferruccio Salvo Remix)
- 2011 : David Guetta featuring Usher - Without You (R3hab's XS Remix)
- 2011 : Benny Benassi featuring Gary Go - Close to Me (R3hab Remix)
- 2011 : Tiësto - Maximal Crazy (R3hab & Swanky Tunes Remix)
- 2011 : Rihanna featuring Calvin Harris - We Found Love (R3hab's XS Remix)
- 2011 : Lucenzo & Qwote featuring Pitbull & Don Omar - Danza Kuduro (Throw Your Hands Up) (R3hab's Dayglow Remix)
- 2011 : Katy Perry - The One That Got Away (R3hab Remix)
- 2011 : Kaskade featuring Mindy Gledhill - Eyes (R3hab Remix)
- 2011 : Lady Gaga - Marry The Night (R3hab Remix)
- 2011 : Far East Movement featuring Rye Rye - Jello (R3hab Remix)
- 2011 : Steve Aoki featuring Zuper Blahq - I'm in the House (R3hab's Surrender Remix)
- 2011 :  Porcelain Black - Naughty Naughty (R3hab's 6AM Pacha Mix)
- 2011 : Porcelain Black featuring Lil Wayne - This Is What Rock n Roll Looks Like (R3hab's Ruby Skye Remix)
- 2011 : Will.i.am featuring Jennifer Lopez & Mick Jagger - T.H.E. (The Hardest Ever) (R3hab vs. The Eye Remix)
- 2012 : Cassie - King of Hearts (R3hab Remix)
- 2012 : Adrian Lux - Fire (R3hab's Bigroom Remix)
- 2012 : Labrinth - Last Time (R3hab Remix)
- 2012 : Karmin - Brokenhearted (R3hab's XS Remix)
- 2012 : LMFAO - Sorry for Party Rocking (R3hab Remix)
- 2012 : Taio Cruz - Troublemaker (R3hab Remix)
- 2012 : Denis Naidanow featuring Juan Magán & Lil Jon - Shuri Shuri (Crazy) (R3hab Remix)
- 2012 : Eric Turner featuring Lupe Fiasco & Tinie Tempah - Angels & Stars (R3hab Club Mix)
- 2012 : Sebastian Ingrosso & Alesso featuring Ryan Tedder - Calling (Lose My Mind) (R3hab & Swanky Tunes Remix)
- 2012 : Sebastian Ingrosso & Alesso featuring Ryan Tedder - Calling (Lose My Mind) (R3hab & Swanky Tunes Chainsaw Madness Mix)
- 2012 :  Afrojack & Shermanology - Can't Stop Me (R3hab & Dyro Remix)
- 2012 : Dev & Enrique Iglesias - Naked (R3hab Remix)
- 2012 : David Guetta featuring Chris Brown & Lil Wayne - I Can Only Imagine (R3hab Remix)
- 2012 : Eva Simons - I Don't Like You (R3hab Remix)
- 2012 : Cosmo - Naughty Party (R3hab Remix)
- 2012 :  Pitbull - Back in Time (R3hab Remix)
- 2012 : Calvin Harris featuring Example  - We'll Be Coming Back (R3hab EDC Vegas Remix / EDC NYC Remix)
- 2012 : Madonna - Turn Up the Radio (R3hab's Surrender Remix)
- 2012 : Jay Sean featuring Pitbull- I'm All Yours (R3hab Remix)
- 2012 : Usher - Scream (R3hab Remix)
- 2012 : Adam Lambert - Never Close Our Eyes (R3hab Oldskool Bounce Remix)
- 2012 : Taryn Manning - Send Me Your Love (R3hab Remix)
- 2012 : Far East Movement featuring Cover Drive - Turn Up the Love (R3hab Remix)
- 2012 : Enrique Iglesias featuring Sammy Adams - Finally Found You (R3hab & ZROQ Remix)
- 2012 : Meital featuring Sean Kingston - On Ya (R3hab Remix)
- 2012 : Cherry Cherry Boom Boom - One and Only (R3hab Remix)
- 2012 : Pitbull featuring TJR - Don't Stop The Party (R3hab & ZROQ Remix)
- 2012 : Michael Woods featuring Ester Dean - We've Only Just Begun (R3hab & ZROQ Remix)
- 2012 : Havana Brown featuring R3hab - You'll Be Mine (R3hab & ZROQ Remix)
- 2012 : Havana Brown featuring R3hab - Big Banana & Prophet (R3hab Remix)
- 2012 : No Doubt - Looking Hot (R3hab Remix)
- 2012 : Priyanka Chopra  - In My City (R3hab & ZROQ Remix)
- 2012 :  Example - Perfect Replacement (R3hab & Hard Rock Sofa Remix)
- 2012 : Taryn Manning & Valetto - Send Me Your Love (R3hab Remix)
- 2013 : Bruno Mars - Locked Out of Heaven (R3hab Afterhour Remix)
- 2013 : Tiësto - Chasing Summers (R3hab & Quintino Remix)
- 2013 : Cole Plante - Lie to Me (R3hab Remix)
- 2013 :  Yoko Ono featuring Dave Audé - Hold Me (R3hab Remix)
- 2013 :  David Guetta featuring Ne-Yo & Akon - Play Hard (R3hab Remix)
- 2013 :  7Lions - Born 2 Run (R3hab Remix)
- 2013 : Just Ivy featuring Akon - Paradise (R3hab Remix)
- 2013 : Irina featuring Dave Audé - One Last Kiss (R3hab Club Mix)
- 2013 : Nervo - Hold On (R3hab & Silvio Ecomo Remix)
- 2013 : Cher - Woman's World (R3hab Remix)
- 2013 : Calvin Harris featuring Ellie Goulding - I Need Your Love (R3hab Remix)
- 2013 : Yoko Ono - Walking On Thin Ice (R3hab Remix)
- 2013 : Dan Black featuring Kelis - Hearts (Kaskade & R3hab Remix)
- 2013 : Diplo featuring Nicky Da B - Express Yourself (R3hab & Diplo Remix)
- 2013 : Rihanna - What Now (R3hab Remix)
- 2013 : The Wombats - Your Body Is a Weapon (R3hab Remix)
- 2013 : Pitbull featuring Ke$ha - Timber (R3hab Remix)
- 2014 : Beyoncé - Pretty Hurts (R3hab Remix)
- 2014 : Rita Ora - I Will Never Let You Down (R3hab Remix)
- 2014 : Tiësto featuring Matthew Koma - Wasted (R3hab Remix)
- 2014 : My Crazy Girlfriend - Stupid Love (R3hab Remix)
- 2014 :  Gareth Emery featuring Krewella - Lights and Thunder (R3hab Remix)
- 2014 :  Calvin Harris - Summer (R3hab & Ummet Ozcan Remix)
- 2014 :  Darius & Finlay - And I (R3hab Remix)
- 2014 : John Legend - You & I (Nobody in the World) (R3hab Remix)
- 2014 : Calvin Harris featuring John Newman - Blame (R3hab Club Remix / Trap Remix)
- 2015 : Ciara - I Bet (R3hab Remix)
- 2015 : Rihanna - Bitch Better Have My Money (R3hab Remix)
- 2015 : Calvin Harris featuring Haim - Pray to God (R3hab Remix)
- 2015 : ZZ Ward - Love 3X (R3hab Remix)
- 2015 : Axwell Λ Ingrosso - Sun Is Shining (R3hab Remix)
- 2015 : Calvin Harris & Disciples - How Deep Is Your Love (Calvin Harris & R3hab Remix)
- 2015 : Taylor Swift - Wildest Dreams (R3hab Remix)
- 2015 : Nytrix - Take Me Higher (R3hab Remix)
- 2015 :  Bomba Estéreo & Will Smith - Fiesta (R3hab Remix)
- 2016 : Rihanna featuring Drake - Work (R3hab Remix/ Extended Instrumental Remix)
- 2016 : Rihanna featuring Drake - Work (R3hab & Quintino Remix)
- 2016 : Rihanna - Needed Me (R3hab Remix)
- 2016 : Rihanna - Kiss It Better (R3hab Remix)
- 2016 :  Calvin Harris & Rihanna - This Is What You Came For (R3hab Remix)
- 2016 : Calvin Harris & Rihanna - This Is What You Came For (R3hab vs. Henry Fong Remix)
- 2016 : The Chainsmokers featuring Halsey - Closer (R3hab Remix)
- 2016 : Zara Larsson - Ain't My Fault (R3hab Remix)
- 2016 : Major Lazer featuring Justin Bieber & MØ - Cold Water (R3hab vs. Skytech Remix)
- 2016 : R3hab - Icarus (R3hab & Skytech Remix)
- 2016 : R3hab & Skytech - Everything (VIP Remix)
- 2016 : Zara Larsson - I Would Like (R3hab Remix)
- 2017 : Migos featuring Lil Uzi Vert - Bad and Boujee (R3hab vs. No Riddim & It's Different Remix)
- 2017 : Ella Vos - White Noise (R3hab Remix)
- 2017 : DJ Snake featuring Justin Bieber - Let Me Love You (R3hab Remix)
- 2017 : The Chainsmokers & Coldplay - Something Just like This (R3hab Remix)
- 2017 : Maroon 5 featuring Future - Cold (R3hab & Khrebto Remix)
- 2017 : Clean Bandit featuring Zara Larsson - Symphony (R3hab Remix)
- 2017 : Bruno Mars - 24K Magic (R3hab Remix)
- 2017 : Ella Vos - You Don't Know About Me (R3hab Remix)
- 2017 : Kygo & Ellie Goulding - First Time (R3hab Remix)
- 2017 : Alina Baraz featuring Khalid - Electric (R3hab Remix)
- 2017 : Halsey - Now or Never (R3hab Remix)
- 2017 : David Guetta featuring Justin Bieber - 2U (R3hab Remix)
- 2017 : Dimitri Vegas & Like Mike vs. David Guetta featuring Kiiara - Complicated (R3hab Remix)
- 2017 : Miley Cyrus - Younger Now (R3hab Remix)
- 2017 : EXO - Power (R3hab Remix)
- 2017 : Jessy Ware - Alone (R3hab Remix)
- 2017 : Rita Ora - Anywhere (R3hab Remix)
- 2017 :  Sigrid - Strangers (R3hab Remix)
- 2017 : Matoma featuring Noah Cyrus - Slow (R3hab Remix)
- 2017 : Thirty Seconds to Mars - Walk on Water (R3hab Remix)
- 2018 : Rudimental featuring Jess Glynne & Macklemore & Dan Caplen - These Days (R3hab Remix)
- 2018 : Lauv - Getting Over You (R3hab Remix)
- 2018 : Marshmello & Anne-Marie - Friends (R3hab Remix)
- 2018 : Calvin Harris & Dua Lipa - One Kiss (R3hab Remix)
- 2018 : Dan + Shay - Tequila (R3hab Remix)
- 2018 : Greyson Chance - Low (R3hab Remix)
- 2018 : Kiiara - Messy (R3hab Remix)
- 2018 : 5 Seconds of Summer - Youngblood (R3hab Remix)
- 2018 : Mr. Probz - Space For Two (R3hab Remix)
- 2018 : Sabrina Carpenter - Almost Love (R3hab Remix)
- 2018 : Frank Walker featuring Riley Biederer - Heartbreak Back (R3hab Remix)
- 2018 : David Guetta featuring Anne-Marie - Don't Leave Me Alone (R3hab Remix)
- 2018 : R3hab & Sofia Carson featuring Marvelus Frame - Rumors (R3hab & Skytech Remix)
- 2018 : Steff Da Campo & Smack featuring Kiyoshi - Count That (R3hab Edit)
- 2018 : Why Don't We - 8 Letters (R3hab Remix)
- 2018 : Jason Derulo and David Guetta featuring Nicki Minaj & Willy William - Goodbye (R3hab Remix)
- 2018 : Glowie - Body (R3hab Remix)
- 2018 : Charli XCX add Troye Sivan - 1999 (R3hab Remix)
- 2018 : Nikki Vianna - Done (R3hab Remix)
- 2018 : Jonas Blue, Liam Payne, Lennon Stella - Polaroid (R3hab Remix)
- 2019 : For King and Country - Joy. (R3hab Remix)
- 2019 : Kygo featuring Sandro Cavazza - Happy Now (R3hab Remix)
- 2019 : Tom Walker - Just You And I (R3hab Remix)
- 2019 : Mabel - Don't Call Me Up (R3hab Remix)
- 2019 : Ocean Park Standoff - Good Time (R3hab Remix)
- 2019 : Skytech - Out Of My Mind (R3hab Edit)
- 2019 : KAZKA - Plakala (R3hab Remix)
- 2019 : The Chainsmokers featuring 5 Seconds of Summer - Who Do You Love (R3hab Remix)
- 2019 : P!nk - Walk Me Home (R3hab Remix)
- 2019 :  Digital Farm Animals featuring Danny Ocean - Lookin' For (R3hab Remix)
- 2019 : Sofi Tukker - Fantasy (R3hab Remix)
- 2019 : For King and Country - God Only Knows (R3hab Remix)
- 2019 : Mitchell Tenpenny - Drunk Me (R3hab Remix)
- 2019 : Rammstein - Ausländer (R3hab Remix)
- 2019 : NOTD and HRVY - I Miss Myself (R3hab Remix)
- 2019 : David Guetta featuring Raye - Stay (Don't Go Away) (David Guetta & R3hab Remix)
- 2019 : Ally Brooke featuring A Boogie wit da Hoodie - Lips Don't Lie (R3hab Remix)
- 2019 : Ina Wroldsen - Forgive or Forget (R3hab Remix)
- 2019 : Katy Perry - Never Really Over (R3hab Remix)
- 2019 : Miley Cyrus - Mother's Daughter (R3hab Remix)
- 2019 : Léon - You and I (R3hab Remix)
- 2019 : Ellie Goulding and Juice WRLD - Hate Me (R3hab Remix)
- 2019 : James Arthur - Treehouse (R3hab Remix)
- 2019 : Dimitri Vegas & Like Mike, David Guetta, Daddy Yankee, Afro Bros, Natti Natasha - Instagram (R3hab Remix)
- 2019 : Tom Walker - Better Half of Me (R3hab Remix)
- 2019 : For King and Country - Burn the Ships (R3hab Remix)
- 2019 : Lennon Stella - Kissing Other People (R3hab Remix)
- 2019 : Meghan Trainor featuring Mike Sabath - Wave (R3hab Remix)
- 2019 : JP Cooper and Stefflon Don, Banx and Ranx - The Reason Why (R3hab Remix)
- 2019 : R3hab and Zayn and Jungleboi - Flames (R3hab & Skytech VIP Remix)
- 2019 : Astrid S - Favorite Part of Me (R3hab Remix)
- 2020 : Arashi - Turning Up (R3hab Remix)
- 2020 : Miquela - Money (R3hab Remix)
- 2020 : Not Who I Am featuring Bonn - Anthem (R3hab Remix)
- 2020 : Liam Payne & Cheat Codes - Live Forever (R3hab Remix)
- 2020 : Connor Bvrns & Bonn - Anthem (R3hab Remix)
- 2020 : Steve Aoki & Maluma - Maldad (R3hab Remix)
- 2020 : Gregory Porter - Revival (R3hab Remix)
- 2020 : Sofia Carson & R3hab - I Luv U (R3hab VIP Remix)
- 2020 : Reik & Farruko & Camilo - Si Me Dices Que Sí (R3hab Remix)
- 2020 : Love Harder featuring Julie Bergan - Outta My Head (R3hab Remix)
- 2020 : Caroline Romano - I Still Remember (R3hab Remix)
- 2020 : Ella Isaacson featuring Gallant - Expectations (R3hab Remix)
- 2020 : Denis Coleman - Make Friends (R3hab Remix)
- 2020 : End of the World featuring Gabrielle Aplin - Over (R3hab Remix)
- 2020 : For King and Country featuring Kirk Franklin & Tori Kelly - Together (R3hab Remix)
- 2020 : Michele Morrone - Hard For Me (R3hab Remix)
- 2020 : Jason Derulo - Take You Dancing (R3hab Remix)
- 2020 : Wafia - Good Things (R3hab Remix)
- 2020 : Lay Zhang - Boom (R3hab Remix)
- 2020 : Stereo Jane - I Don't Wanna Talk About Me (R3hab Remix)
- 2020 : Steven Malcolm & Shaggy - Fuego (R3hab Remix)
- 2020 : Olivia Holt & R3hab - Love U Again (R3hab VIP Remix)
- 2020 : R3hab & Gattüso - Creep (R3hab Chill Remix)
- 2020 : Lukas Graham - Share That Love (R3hab Remix)
- 2020 : Weird Genius featuring Sara Fajira - Lathi (R3hab Remix)
- 2020 : MC Jacaré - Comprei um Lança (R3hab Remix)
- 2020 : KSI featuring R3hab & Sean Paul & Craig David & Digital Farm Animals - Really Love (R3hab Remix)
- 2020 : R3hab and Amba Shepherd - Smells Like Teen Spirit (R3hab VIP Remix)
- 2021 : Hungria Hip Hop - Um Brinde pra Nós (R3hab Edit)
- 2021 : Joshua Bassett - Lie Lie Lie (R3hab Remix)
- 2021 : Alan Walker & Salem Ilse - Fake A Smile (R3hab Remix)
- 2021 : Sam Fischer & Demi Lovato - What Other People Say (R3hab Remix)
- 2021 : James Arthur - Medicine (R3hab Remix)
- 2021 : Rauw Alejandro - Algo Mágico (R3hab Remix)
- 2021 : Zé Vaqueiro - Letícia (R3hab Edit)
- 2021 : Jung Yong-hwa & JJ Lin - Checkmate (R3hab Remix)
- 2021 : Sarah Reeves - Not My Style (R3hab Remix)
- 2021 : Dylan Scott - Nobody (R3hab Remix)
- 2021 : Karl Michael - Explicit (R3hab Remix)
- 2021 : Issam Alnajjar - Hadal Ahbek (R3hab Club Mix)
- 2021 : Allegra - Used to Miss You (R3hab Remix)
- 2021 : Sura - Wake Up (R3hab Remix)
- 2021 : NEEDTOBREATHE featuring Carrie Underwood - I Wanna Remember (R3hab Remix)
- 2021 : HRVY - 1 Day 2 Nights (R3hab Remix)
- 2021 : Ava Max - Everytime I Cry (R3hab Remix)
- 2021 : Slander featuring Dylan Matthew - Love Is Gone (R3hab Remix)
- 2021 : R3hab & Jonas Blue featuring Ava Max & Kylie Cantrall - Sad Boy (Club Remix / VIP Remix)
- 2021 : Twice - Scientist (R3hab Remix)
- 2021 : Helene Fischer featuring Luis Fonsi - Vamos a Morte (R3hab Remix)
- 2021 : Pitbull featuring Anthony Watts & DJWS - I Feel Love (R3hab Remix)
- 2021 : Bia - Can't Touch This (R3hab Remix)
- 2022 : Afrojack & Steve Aoki featuring Miss Palmer - No Beef (R3hab Remix)
- 2022 : Kontra K & Eldzhey - Meow (R3hab Remix)
- 2022 : For King and Country - Relate (R3hab Remix)
- 2022 : Jada Kingdom - Jungle (R3hab Remix)
- 2022 : R3hab & Lukas Graham - Most People (R3hab VIP Remix)
- 2022 : Maisy Kay - Scared Together (R3hab Remix)
- 2022 : Fireboy DML & Ed Sheeran - Peru (R3hab Remix)
- 2022 : Armin Van Buuren & R3hab featuring Simon Ward - Love We Lost (VIP Mix)
- 2022 : Tyga & Doja Cat - Freaky Deaky (R3hab Remix)
- 2022 : Everglow - Pirate (R3hab Remix)
- 2022 : Fuego and Manuel Turizo & Duki - Una Vaina Loca (R3hab Remix)
- 2022 : (G)I-dle - Tomboy (R3hab Remix)
- 2022 : Elyanna & Balti - Ghareeb Alay 'R3hab Remix)
- 2022 : R3hab - My Pony (R3hab VIP Remix)
- 2022 : Lee Brice & Blanco Brown - Soul (R3hab Remix)
- 2022 : RIP Youth - It's a Vibe (R3hab Remix)
- 2022 : Mika - Yo Yo (R3hab Remix)
- 2022 : Sia - Unstoppable (R3hab Remix)
- 2022 : JVKE - This Is What Falling In Love Feels Like (R3hab Remix)
- 2022 : Superfly - Dynamite (R3hab Remix)
- 2022 : Riotron & Big Freedia - Drop a Bomb (R3hab Remix)
- 2022 : Andy Grammer & R3hab - Saved My Life (R3hab VIP Remix)
- 2022 : Ali Gatie - MMM (R3hab Remix)
- 2022 : L.A.X. - Sempe (R3hab Remix)
- 2022 : David Guetta & Bebe Rexha - I'm Good (Blue) (R3hab Remix)
- 2022 : R3hab & Andy Grammer - Good Example (R3hab VIP Remix)
- 2022 : Makar - Mood (R3hab Remix)
- 2023 : Lovelytheband - Sail Away (R3hab Remix)
- 2023 : Afrojack & R3hab featuring Au/Ra - Worlds On Fire (Afrojack & R3hab vs. Vion Konger VIP Remix)
- 2023 : Jordana Bryant - Can I Get It Back (R3hab Remix)
- 2023 : Don Bigg - Caminando (R3hab Remix)
- 2023 : For King & Country featuring Jordin Sparks - Love Me Like I Am (R3hab Remix)
- 2023 : Sam Feldt & Jonas Blue present Endless Summer & Violet Days - Crying On the Dancefloor (R3hab Remix)
- 2023 : JVKE - Golden Hour (R3hab Remix)
- 2023 : Capper - Distance (R3hab Remix)
- 2023 : Myriam Fares - Goumi (R3hab MDLBEAST Remix)
- 2023 : Rosa Linn - Hallelujah (R3hab Remix)
- 2023 : Michael Schulte & R3hab - Waterfall (R3hab VIP Remix)
- 2023 : R3hab & Inna & Sash! - Rock My Body (W&W & R3hab VIP Mix)
- 2023 : Sophie and the Giants & Purple Disco Machine - Paradise (R3hab Remix)
- 2023 : Acid Arab & Ghizlane Melih - Habaytak (R3hab Remix)